# El Gran Wyoming
 (septembre 2022).
Si vous disposez d'ouvrages ou d'articles de référence ou si vous connaissez des sites web de qualité traitant du thème abordé ici, merci de compléter l'article en donnant les références utiles à sa vérifiabilité et en les liant à la section « Notes et références ».
Pour les articles homonymes, voir Wyoming, Monzón et Navarro.
José Miguel Monzón Navarro, né à Madrid le 14 mai 1955, plus connu sous son nom d'artiste El Gran Wyoming, est un médecin, humoriste, réalisateur, acteur, écrivain, musicien et présentateur de télévision espagnol. Actuel présentateur de l'émission d'actualité satirique El Intermedio sur laSexta, il est un ancien collaborateur du journal Público.

## Prix
- 2015 : Prix international d'humour Gat Perich, pour l'ensemble de son œuvre